# Arncroach
Arncroach è un piccolo villaggio, di circa 120 abitanti, situato nella parte orientale del Fife, a circa 3 km, all'interno, dal villaggio marinaro di Pittenweem e a circa 16 km dal Saint Andrews, sulla costa orientale della Scozia. 
Arncroach si trova ai piedi della Kellie Law,una piccola collina visibile dal Firth of Forth. 
Nelle vicinanze di Arncroach si trova il Kellie Castle, già appartenente al conte di Kellie.